# ツマンスキー設計局
ツマンスキー設計局（ロシア語: Опытное конструкторское бюро Туманский、第300設計局、OKB-300）は 1950年代から1960年代にかけてソビエト連邦に存在した航空技術に関する設計局である。その名は主任航空機エンジン設計者セルゲイ・コンスタンチノヴィチ・ツマンスキーに由来する。
ツマンスキー設計局はミクーリン設計局を前身組織とし、1956年にツマンスキーがミクーリン設計局のゼネラルデザイナーに就任したことに伴い設計局が改称され設立した。これに伴い、ミクーリンで設計中であったRD-9も名称が変更されている。
1964年に設計局は第300工場、第500設計局と合併した。これが現在の航空機エンジン科学技術複合ソユーズである。

## エンジン
- M-87 - 第二次世界大戦前のレシプロエンジン
- M-88 - 第二次世界大戦中のレシプロエンジン
- RD-9
- RD-10 - 接収したドイツのユンカース ユモ 004 のデッドコピー
- R-11
- R-13
- R-15
- R-21
- R-25
- R-29